# Acomodación monetaria
En economía, la acomodación monetaria o política monetaria acomodaticia es el tipo de política expansiva que aplica el banco central para evitar los efectos no deseados de la política fiscal, como es el efecto expulsión. 
Cuando hay desempleo y, por lo tanto, es posible aumentar la producción porque no hay plena ocupación de los factores productivos, si se produce una política fiscal expansiva, mediante el incremento del gasto público, puede producirse un incremento de los tipos de interés (tasas de interés) que generen un efecto expulsión. Ante esta situación, la autoridad monetaria puede adoptar una política acomoditicia, expandiendo la oferta monetaria y acomodar así la expansión fiscal.
La política monetaria tiene carácter acomodaticio cuando en el transcurso de una expansión flscal se incrementa la oferta monetaria con la finalidad de impedir que suban los tipos de interés. La acomodación monetaria también denominada monetización del déficit presupuestario, significa que el banco central crea dinero para adquirir los bonos de deuda pública con los que el Estado paga su déficit. En esta situación, la curva IS y la LM se desplazan hacia la derecha. La producción aumenta claramente, pero los tipos de interés no tienen por qué subir y de esta manera, la inversión que depende de los tipos de interés, no tiene por qué resultar afectada negativamente.